# Figure It Out
Figure It Out (eller Fuck! Let's Figure It Out) är en singel från 2012 av den amerikanske musikern Serj Tankian. Det var den första singeln som släpptes från Tankians tredje studioalbum Harakiri. Tankian har sagt att låten handlar om kapitalism och hur verkställande direktörer förstör världen, men att den ändå har en komisk underton. En textvideo släpptes till låten den 1 maj 2012 och den riktiga musikvideon, regisserad av Ara Soudjian, hade premiär den 24 maj 2012 på AOL Music. Redan innan dessa hade det släppts hade Tankian laddat upp en teaser som visade honom och en vän utklädda till terrorister. I denna teaser kidnappade och torterade de en brevlåda och i slutet av videon fanns det en valmöjlighet om man ville att brevlådan skulle överleva eller dö. Tankian har sagt att brevlådan tillhörde honom och att han förstörde den då United States Postal Service hade dragit ned på sin service. Tankian sa även att han ansåg att alla sorters elektronisk brev var att föredra framför de fysiska breven, då dessa är bättre för miljön. För att marknadsföra singeln skickades brevlådor, med Tankians namn på, ut till rockradiostationer över hela USA.
En remix-tävling av låten ägde rum mellan juni och augusti 2012. Tävlingen, kallad Remix for Serj Tankian, arrangerades av Talenthouse gick ut på att remixa "Figure It Out" och man kunde då vinna en signerad kopia av albumet, två biljetter till en konsert med Tankian och $3 000.

## Låtlista
Alla låtar är skrivna och komponerade av Serj Tankian, om inte annat anges. 
| Nr | Titel         | Längd |
| -- | ------------- | ----- |
| 1. | Figure It Out | 2:52  |